# Vzpomínky zůstanou
Vzpomínky zůstanou je čtvrté a poslední studiové album skupiny Holki, kde můžeme slyšet všechny čtyři členky skupiny. Vyšlo v roce na podzim roku 2002. Deska podobně jako předchozí alba byla vydána u společnosti EMI. Všechny skladby obsahují prvky dance-popu. Hudbu, texty a aranžmá složil Peter Fider, který skupinu založil. Produkce alba byla i v jeho režii. Vladimír Fila vytvořil mix, mastering a úpravu nahrávek. Veškeré nahrávky byly provedeny ve studiu Ondřeje Soukupa v září a říjnu v roce 2002.
Album obsahuje celkem 10 skladeb. Píseň s názvem „Nejšťastnější pár“ byla pilotním singlem desky již v září roku 2002. Nejznámější a nejhranější skladbou se stala píseň „Vzpomínky zůstanou“. V obou singlech můžeme slyšet zpívat všechny čtyři členky skupiny Holki, které byly nahrány před odchodem Nikoly Šobichové.Dalším neoficiálním singlem alba je píseň „Chceš odejít“, kterou nazpívala Klára Kolomazníková. Píseň se následně objevila v novém aranžmá na desce Pohádkový příběh. Dalším singlem je píseň "Jen já to vím", která je i na výběrovém albu Pohádkový příběh. Skladby „Odpouštím“ a „Nech je být“ nazpívala členka Radana Labajová, která je hlavním hlasem skupiny na tomto albu. Kateřina Brzobohatá nazpívala skladbu „Když spíš“. Hlas čtvrté členky Nikoly Šobichové, můžeme slyšet ve skladbách „Nejšťastnější pár“, „Pojď mě hladit“ a „Vzpomínky zůstanou“, kde má i své sólo.

## Seznam skladeb
| Pořadí | Název              | Délka |
| ------ | ------------------ | ----- |
| 1.     | Nejšťastnější pár  | 3:16  |
| 2.     | Jen já to vím      | 3:10  |
| 3.     | Dokonalý podsvětí  | 3:25  |
| 4.     | Pojď mě hladit     | 3:02  |
| 5.     | Chceš odejít       | 3:49  |
| 6.     | Když spíš          | 3:25  |
| 7.     | Odpouštím          | 3:38  |
| 8.     | Život má svůj řád  | 3:34  |
| 9.     | Nech je být        | 3:36  |
| 10.    | Vzpomínky zůstanou | 3:20  |